# Karol Cebula
Karol Zbigniew Cebula (ur. 30 czerwca 1931 w Gliwicach, zm. 4 lipca 2019 w Zabrzu) – polski rzemieślnik i przedsiębiorca, znany z działalności charytatywnej, samorządowiec, wydawca i felietonista tygodnika „Strzelec Opolski”. Członek Trybunału Stanu (1989–1991), radny IV kadencji Rady Miejskiej w Strzelcach Opolskich (2002–2006).

## Życiorys
Urodził się w rodzinie śląskiego przedsiębiorcy Teodora – handlarza książkami represjonowanego w czasach III Rzeszy i Polski Ludowej (zginął w 1950 zepchnięty ze schodów) i Józefiny. Od 1946 pracował w zakładzie ojca, następnie był zatrudniony w Społecznym Przedsiębiorstwie Budowlanym, biorąc udział w odbudowie miejskiej infrastruktury w Gliwicach. Pracował również w Jeleniej Górze i Szklarskiej Porębie. W 1953 otworzył własny warsztat rzemieślniczy w Strzelcach Opolskich. Zajmował się kolejno wiertnictwem, zabawkarstwem oraz ślusarstwem i tokarstwem. Organizował Spółdzielnię Rzemieślniczą „Silesia” w mieście, której był wieloletnim prezesem. Zasiadał we władzach lokalnych, regionalnych, krajowych oraz międzynarodowych organizacji rzemieślniczych (był m.in. wiceprzewodniczącym Międzynarodowej Federacji Rzemiosła z siedzibą w Austrii).
Od 1969 działał w Stronnictwie Demokratycznym, z ramienia którego ubiegał się w wyborach w 1989 o mandat senatorski z województwa opolskiego. W latach 1989–1990 zasiadał w prezydium Centralnego Komitetu SD, zaś w okresie 1989–1991 był z rekomendacji SD sędzią Trybunału Stanu. Pełnił również obowiązki delegata do Międzynarodowej Organizacji Pracy.
Po odejściu z Trybunału zaangażował się ponownie w działalność na rzecz regionu. W 1998 został wiceprzewodniczącym Stowarzyszenia Ziemia Strzelecka, pełnił także obowiązki radnego i wiceprzewodniczącego rady miejskiej w Strzelcach. Był prezesem firmy „Intersilesia McBride Polska”. Od 2003 stał na czele zarządu stowarzyszenia „Rozwój i Gospodarka”, był również wydawcą pisma „Strzelec Opolski”. W 2005 ufundował „Pietę Śląską” w Strzelcach Opolskich, upamiętniającą tragiczny los Ślązaków w XX wieku.
Za działalność w dziedzinie przedsiębiorczości uhonorowany licznymi odznaczeniami polskimi i europejskimi. Odznaczony Krzyżami Oficerskimi: Orderu Odrodzenia Polski oraz Republiki Francuskiej, a także Złotym i Brązowym Krzyżem Zasługi i Medalem 40-lecia Polski Ludowej. Zasłużony członek SD.